# Hellraiser IV: Dziedzictwo krwi
Hellraiser IV: Dziedzictwo krwi (tytuł oryg. Hellraiser: Bloodline) – amerykański film fabularny (horror) z 1996 roku, trzeci sequel Wysłannika piekieł Clive’a Barkera.
W 1997 roku podczas Festiwalu Fantasporto, Dziedzictwo krwi nominowano do International Fantasy Film Award w kategorii Najlepszy film. Doug Bradley za rolę Cenobita Pinheada był nominowany jako najlepszy aktor podczas Fantafestival.

## Obsada
- Bruce Ramsay jako Phillip Lemarchand/John Merchant/dr. Paul Lemarchand
- Valentina Vargas jako Angelique
- Kim Myers jako Bobbi Merchant
- Doug Bradley jako Pinhead
- Adam Scott jako Jacques
- Pat Skipper jako Carducci
- Wren T. Brown jako Parker